# 奧維德鎮區 (密歇根州布蘭奇縣)
奧維德鎮區（英語：Ovid Township）是位於美國密歇根州布蘭奇縣的一個行政鎮區。

## 地方資料
奧維德鎮區的面積為93.80平方千米，當中陸地面積為85.90平方千米，而水域面積為7.80平方千米。根據2020年美國人口普查的數據，當地共有人口2161人，而人口密度為每平方千米23.04人。